# Cetostoma regani
Cetostoma regani är en fiskart som beskrevs av Zugmayer, 1914. Cetostoma regani ingår i släktet Cetostoma och familjen Cetomimidae. Inga underarter finns listade i Catalogue of Life.